# Liste des députés européens de Pologne de la 6e législature

Cet article présente la liste des députés européens de Pologne pour la mandature 2004-2009, élus lors des élections européennes de 2004 en Pologne.
| Nom                                                                                               | Parti | Groupe                                     | Circonscription     |
| ------------------------------------------------------------------------------------------------- | ----- | ------------------------------------------ | ------------------- |
| Filip Adwent (mort le 26 juin 2005) Andrzej Zapałowski (à partir du 12 juillet 2005)              | LPR   | IND/DEM ; UEN (2006-09)                    | Rzeszów             |
| Adam Bielan                                                                                       | PiS   | UEN                                        | Cracovie            |
| Jerzy Buzek                                                                                       | PO    | PPE                                        | Katowice            |
| Zdzisław Chmielewski                                                                              | PO    | PPE                                        | Gorzów Wielkopolski |
| Sylwester Chruszcz                                                                                | LPR   | IND/DEM ; NI (2005-08) ; UEN (2008-09)     | Wrocław             |
| Marek Czarnecki                                                                                   | SRP   | NI ; UEN (2006-08) ; ADLE (2008-09)        | Varsovie-II         |
| Ryszard Czarnecki                                                                                 | SRP   | NI ; UEN (2006-09)                         | Wrocław             |
| Anna Fotyga (jusqu'au 22 novembre 2005) Hanna Foltyn-Kubicka (à partir du 6 décembre 2005)        | PiS   | UEN                                        | Gdańsk              |
| Bronisław Geremek (mort le 13 juillet 2008) Andrzej Wielowieyski (à partir du 26 août 2008)       | PD    | ADLE                                       | Varsovie-I          |
| Lidia Geringer de Oedenberg                                                                       | SLD   | PSE                                        | Wrocław             |
| Adam Gierek                                                                                       | UP    | PSE                                        | Katowice            |
| Maciej Giertych                                                                                   | LPR   | IND/DEM ; NI (2005-09)                     | Katowice            |
| Bogdan Golik                                                                                      | SRP   | NI ; PSE (2004-09)                         | Łódź                |
| Genowefa Grabowska                                                                                | SDPL  | PSE                                        | Katowice            |
| Dariusz Grabowski                                                                                 | LPR   | IND/DEM ; UEN (2006-09)                    | Varsovie-II         |
| Małgorzata Handzlik                                                                               | PO    | PPE                                        | Katowice            |
| Mieczysław Janowski                                                                               | PiS   | UEN                                        | Rzeszów             |
| Stanisław Jałowiecki                                                                              | PO    | PPE                                        | Wrocław             |
| Filip Kaczmarek                                                                                   | PO    | PPE                                        | Poznań              |
| Michał Kamiński (jusqu'au 6 août 2007) Ewa Tomaszewska (à partir du 30 août 2007)                 | PiS   | UEN                                        | Varsovie-I          |
| Bogdan Klich (jusqu'au 15 novembre 2007) Urszula Gacek (à partir du 6 décembre 2007)              | PO    | PPE                                        | Cracovie            |
| Urszula Krupa                                                                                     | LPR   | IND/DEM                                    | Łódź                |
| Wiesław Kuc                                                                                       | SRP   | NI ; PSE (2004-06) ; UEN (2006-09)         | Lublin              |
| Barbara Kudrycka (jusqu'au 15 novembre 2007) Krzysztof Hołowczyc (à partir du 6 décembre 2007)    | PO    | PPE                                        | Olsztyn             |
| Jan Kułakowski                                                                                    | UW    | ADLE                                       | Poznań              |
| Zbigniew Kuźmiuk                                                                                  | PSL   | PPE ; UEN (2005-09)                        | Varsovie-II         |
| Janusz Lewandowski                                                                                | PO    | PPE                                        | Gdańsk              |
| Bogusław Liberadzki                                                                               | SLD   | PSE                                        | Gorzów Wielkopolski |
| Marcin Libicki                                                                                    | PiS   | UEN                                        | Poznań              |
| Jan Masiel                                                                                        | SRP   | NI ; UEN (2006-09)                         | Poznań              |
| Jan Olbrycht                                                                                      | PO    | PPE                                        | Katowice            |
| Janusz Onyszkiewicz                                                                               | UW    | ADLE                                       | Cracovie            |
| Józef Pinior                                                                                      | SDPL  | PSE                                        | Wrocław             |
| Mirosław Piotrowski                                                                               | LPR   | IND/DEM ; UEN (2006-09)                    | Lublin              |
| Paweł Piskorski                                                                                   | PO    | PPE                                        | Varsovie-I          |
| Zdzisław Podkański                                                                                | PSL   | PPE ; UEN (2005-09)                        | Lublin              |
| Jacek Protasiewicz                                                                                | PO    | PPE                                        | Wrocław             |
| Bogdan Pęk                                                                                        | LPR   | IND/DEM ; UEN (2006-09)                    | Cracovie            |
| Bogusław Rogalski                                                                                 | LPR   | IND/DEM ; UEN (2006-09)                    | Olsztyn             |
| Dariusz Rosati                                                                                    | SDPL  | PSE                                        | Varsovie-I          |
| Wojciech Roszkowski                                                                               | PiS   | UEN                                        | Katowice            |
| Leopold Rutowicz                                                                                  | SRP   | NI ; UEN (2006-09)                         | Cracovie            |
| Jacek Saryusz-Wolski                                                                              | PO    | PPE                                        | Łódź                |
| Czesław Siekierski                                                                                | PSL   | PPE                                        | Cracovie            |
| Marek Siwiec                                                                                      | SLD   | PSE                                        | Poznań              |
| Bogusław Sonik                                                                                    | PO    | PPE                                        | Cracovie            |
| Grażyna Staniszewska                                                                              | UW    | ADLE                                       | Katowice            |
| Andrzej Szejna                                                                                    | SLD   | PSE                                        | Cracovie            |
| Konrad Szymański                                                                                  | PiS   | UEN                                        | Wrocław             |
| Witold Tomczak                                                                                    | LPR   | IND/DEM                                    | Poznań              |
| Wojciech Wierzejski (jusqu'au 6 octobre 2005) Bernard Wojciechowski (à partir du 26 octobre 2005) | LPR   | IND/DEM ; NI (2005-07) ; IND/DEM (2007-09) | Varsovie-I          |
| Janusz Wojciechowski                                                                              | PSL   | PPE ; UEN (2005-09)                        | Łódź                |
| Zbigniew Zaleski                                                                                  | PO    | PPE                                        | Lublin              |
| Tadeusz Zwiefka                                                                                   | PO    | PPE                                        | Bydgoszcz           |